# Desmana verestchagini
Desmana verestchagini — вимерлий вид ссавців з роду хохуля родини кротових (Talpidae). Поширення знайдених скам'янілостей: пліоцен Греції та Румунії.